# At the Crossroads
| Recensione | Giudizio |
| ---------- | -------- |
| AllMusic   | [ 1 ]    |

At the Crossroads è un album discografico di Sonny Criss, pubblicato dall'etichetta discografica Peacock's Progressive Jazz nel giugno del 1959.

## Tracce
Lato A
1. Sweet Lorraine – 3:30 (Mitchell Parish, Cliff Burwell)
2. You Don't Know – 3:49 (Walter Spriggs)
3. I Got It Bad – 3:45 (Paul Francis Webster, Duke Ellington)

Lato B
1. Sylvia – 7:20 (Sonny Criss)
2. Softly – 5:21 (Beale, Green)
3. Butts Delight – 3:53 (Sonny Criss)
4. Indiana – 5:35 (Ballard McDonald, James Frederick Hanley)

## Musicisti
- Sonny Criss - sassofono alto
- Joe Scott[4] - pianoforte
- Ole Hansen - trombone (eccetto brani: Sweet Lorraine, You Don't Know, You Don't Know)
- Bob Cranshaw - contrabbasso
- Walter Perkins - batteria[5]